# 錫瓦斯 (秘魯)

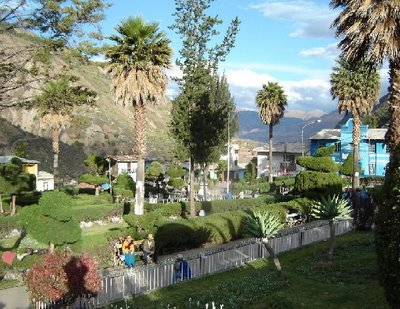

錫瓦斯（西班牙語：Sihuas），是秘魯的城鎮，位於該國北部安卡什大區，處於布蘭卡山脈東坡馬拉尼翁河支流沿岸，是錫瓦斯省的首府，海拔高度2,730米，始建於1545年8月5日。
8°33′28″S 77°37′33″W / 8.55778°S 77.62583°W